# علم الاجتماع العام

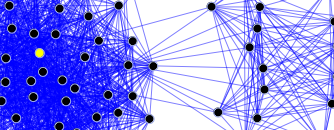

علم الاجتماع العام هو فرع من علم الاجتماع، يؤكد على توسعة حدود تخصصات علم الاجتماع لربطها مع الجماهير غير الأكاديمية. ولعل من الأفضل فهمه كنمط لعلم الاجتماع بدلًا من طريقة معينة أو نظرية أو مجموعة من القيم السياسية. منذ القرن الحادي والعشرين، اقترن هذا المصطلح بشكل واسع بمايكل بوراووي، عالم الاجتماع في جامعة كاليفورنيا في بيركلي، الذي أطلق دعوة حماسية لاحتضان علم الاجتماع العام في خطابه الرئاسي لجمعية علم الاجتماع الأمريكية. يقارن بوراووي في خطابه بين علم الاجتماع العام وما يدعوه «علم الاجتماع المهني»، وهو أحد أشكال علم الاجتماع الذي يختص بشكل أساسي بمخاطبة علماء الاجتماع الأكاديميين الآخرين.
يشجع بوراووي وآخرون من مؤيدي علم الاجتماع العام نظام الانخراط في القضايا ذات الاعتبارات الجماهيرية والسياسية الكبيرة. يشمل ذلك النقاشات حول السياسة العامة والنشاط السياسي وأهداف الحركات الاجتماعية ومؤسسات المجتمع المدني. في حال اعتبار علم الاجتماع العام «حركة» ضمن النظام، فهو يهدف لإنعاش نظام علم الاجتماع عبر الاستفادة من وسائله التجريبية وآرائه النظرية للمساهمة في النقاشات التي لا تكون فقط حول ما هو أو ما كان في المجتمع، لكن حول ما قد يصبح المجتمع. وبالتالي، تحتوي العديد من نسخ علم الاجتماع على معايير اجتماعية لا يمكن إنكارها وسمات سياسية، وتلك حقيقة قادت عددًا كبيرًا من علماء الاجتماع إلى معارضة النهج.

## تاريخيًا
قدم هيربرت غانز مصطلح «علم الاجتماع» لأول مرة في خطابه الرئاسي لجمعية علم الاجتماع الأمريكية،«علم الاجتماع في أمريكا: النظام والعامة». بالنسبة لغانز، اشتملت الأمثلة الأساسية لعلماء الاجتماع العام  على ديفد ريزمان، مؤلف كتاب الحشد الوحيد (من أفضل الكتب مبيعًا في علم الاجتماع على الإطلاق) وروبرت بيلا، المؤلف الرئيسي لعمل آخر من الأفضل مبيعًا، عادات القلب. في عام 2000 (قبل أربعة أعوام من خطاب بوراووي في جمعية علم الاجتماع الأمريكية)، كتب عالم الاجتماع بن آغر كتاب علم الاجتماع العام: من حقائق اجتماعية إلى أفعال أدبية، والذي دعا إلى علم الاجتماع الذي يعالج القضايا العامة الأساسية.
على أي حال، يجادل عالم الدراسات العرقية ألدون موريس في كتابه الباحث المرفوض: دبليو. إي. بي. دو بويز وولادة علم الاجتماع الحديث (2015) أن دو بويز كان يمارس علم الاجتماع لوقت طويل قبل إدراج المصطلح في مفردات النظام السائد، ومنعت العنصرية العلمية اعتراف النظام بمساهمات دو بويز لنحو قرن من الزمان.
يجادل موريس بأن دو بويز بنى أول قسم علمي قائم لعلم الاجتماع أثناء عمله في جامعة أتلانتا، وهي كلية تاريخية للسود، وسابقة لتاريخ «الثورة العلمية» في مدرسة شيكاغو (التي غالبًا ما يُنسب لها تحويل علم الاجتماع إلى علم تجريبي دقيق). بالنسبة لدو بويز، كانت دقة أبحاث علم الاجتماع التجريبية أمرًا ضروريًا لتحرير الأمريكيين السود من الاستبداد والاضطهاد في صلب النسيج العنصري في المجتمع الأمريكي. سعى دو بويز من خلال البحث الاستقرائي نحو تفكيك ونزع شرعية الداروينية الاجتماعية وأوجه القصور في التفسيرات البيولوجية والثقافية لعدم المساواة العرقية، والتي لم تستند إلى دليل تجريبي، وإنما اعتمدت على روايات استنباطية لم تحتوي على أسس في التحليل العلمي.  
اغتنم دو بويز وزملاؤه الطرق العلمية والأبحاث التجريبية الدقيقة بهدف مزدوج يتمثل بتحويل علم الاجتماع إلى علوم اجتماعية حقيقية ملتزمة بالاستقصاء التجريبي، واستخدام نتائجهم لتحرير الأمريكيين السود وتمكينهم وعتقهم من عنف المضطهدين العنصريين. لذلك، وقبل وقت طويل من بدء غانز أو بوراووي بالتركيز على مزايا علم الاجتماع العام، كان دو بويز يخدم عامة الشعب المهمشة عبر بحوثه العلمية، ولم ينجح في الحصول على الفضل حيث كان مستحقًا.  
جددت النقاشات حول علم الاجتماع العام التساؤلات المتعلقة بالأهداف الخارجة عن النطاق الأكاديمي لعلم الاجتماع. يطرح علم الاجتماع العام أسئلة حول ماهية علم الاجتماع وما ينبغي أن تكون أهدافه (أو قد تكون). تمتلك النقاشات المماثلة (حول تأييد العلوم والسياسة، والمنح الدراسية والالتزامات العامة) تاريخًا طويلًا في علم الاجتماع الأمريكي وفي العلوم الاجتماعية بشكل عام. مثلًا، أجرى المؤرخ مارك سي. سميث أبحاثًا عن النقاشات السابقة حول هدف العلوم الاجتماعية في كتابه العلوم الاجتماعية في البوتقة: النقاش الأمريكي حول الموضوعية والهدف، 1918-1941 (1994)، بينما جادل ستيفان بّي. تيرنر وجوناثان إتش. تيرنر في كتابهما، العلوم المستحيلة: دراسات أساسية في علم الاجتماع الأمريكي (1990)، بأن بحث علم الاجتماع عن الهدف، بالارتكاز على الجماهير الخارجية، قيد من إمكانيات النظام.        

## الوقت الراهن
رغم عدم وجود تعريف واحد لعلم الاجتماع العام، ارتبط المصطلح بشكل واسع بمنظور بوراووي الخاص بعلم الاجتماع. تقدم مقتطفات من خطاب بوراووي الرئاسي لجمعية علم الاجتماع الأمريكية عام 2004 ملخصًا موجزًا لفهمه المصطلح:
«كتجسيد للمجتمع ومعتقده، يجب أن يحدد علم الاجتماع ويعزز ويُبلغ النقاش العام حول اتساع الهوة بين الطبقات واللامساواة العنصرية وأنظمة الجنسانية الحديثة والتدهور البيئي وأصولية السوق والعنف التابع للدولة وغير التابع لها. أؤمن بأن العالم بحاجة لعلم الاجتماع –علم الاجتماع الذي يتجاوز الأكاديمية– أكثر مما مضى. إن جماهيرنا المحتملة متعددة، بدءًا من جماهير وسائل الإعلام إلى صانعي السياسات، ومن الأقليات الصامتة إلى الحركات الاجتماعية. إنهم محليون وعالميون ودوليون. بينما يحاكي علم الاجتماع العام النقاش في جميع تلك السياقات، فإنه يلهم وينشط نظامنا. وبالمقابل، تمنح النظرية والبحث الشرعية والإرشاد وفحوى علم الاجتماع العام. يتساوى التدريس بشكل جوهري مع علم الاجتماع العام: يُعتبر الطلاب جمهورنا الأول ليحمل علم الاجتماع في شتى مناحي الحياة. وفي الأخير، التصور المهم، والذي يكشف عن الفجوة بين ما هو كائن وما قد يكون، ويثري علم الاجتماع العام بالقيم لتذكيرنا بأن العالم قد يكون مختلفًا.» 
في أماكن أخرى، أوضح بوراووي نظرة في علم الاجتماع العام والتي تتفق مع مسعى الاشتراكية الديمقراطية. يكتب بوراووي في علم الاجتماع النقدي:
«يمكننا القول بأن المشاركة الجوهرية مع المثالية الحقيقية هو جزء مكمل لمشروع الاشتراكية الاجتماعية. إنها رؤية للاشتراكية التي تضع المجتمع البشري أو الإنسانية الاجتماعية في مركزها المنظم، وهي رؤية كانت جوهرية لماركس لكنها كثيرًا ما فُقدت قبل أن يواصلها غرامشي وبولاني. وإن كان لعلم الاجتماع العام أن يمتلك تأثيرًا تقدميًا فإنه سيكون عليه أن يتحمل مسؤوليته باستمرار لرؤية مماثلة من الاشتراكية الديمقراطية.»

## المستقبل
عقب الاجتماع السنوي لجمعية علم الاجتماع الأمريكية  عام 2004، حيث قُدمت رؤية مايكل بوراووي حول علم الاجتماع العام خلال خطابه الرئاسي، حظي الموضوع باهتمام مستمر. في السنوات الأخيرة، أشار عدد كبير من الكتب والإصدارات الخاصة إلى علم الاجتماع العام، ومنها:
- علم الاجتماع العام: خمسة عشر سياسة مناقشة بارزة لعلماء الاجتماع والمهنة في القرن الحادي والعشرين (2007)، حرره دان كلاوسون وروبرت زوسمان وجويا ميزرا ونايومي غريستل.[8]
- قارئ علم الاجتماع العام (2006)، حرره جوديث بلاو وكيري سميث.[10]
- علم الاجتماع العام: النقاش المعاصر (2007)، حرره لاري نيكولاس.[11]
- علم الاجتماع العام والمجتمع المدني، الأحكام والسياسات والسلطة (2013) لباتريشيا موني نيكل.[12]
- علم الاجتماع العام: من الحقائق الاجتماعية إلى الأفعال الأدبية (تشكيلات اجتماعية جديدة) (الطبعة الثانية، 2007) لبن آغر.[13]